# کسنیا سابچاک
کسنیا آناتولیِونا سابچاک یا کسنیا سابچاک (روسی: Ксе́ния Анато́льевна Собча́к؛ زادهٔ ۵ نوامبر ۱۹۸۱) هنرپیشه، روزنامه‌نگار، سیاست‌مدار، مدل، مجری، مجری تلویزیون، و مجری رادیو اهل روسیه است. وی از کاندیداهای انتخابات ریاست‌جمهوری سال ۲۰۱۸ روسیه است. سابچاک از زمانی که مجری شوی تلویزیونی واقع‌نمای دام-۲ در شبکه روسی TNT شد شهرت یافت. وی را گاهی با عنوان پاریس هیلتون روسیه نیز مطرح می‌کنند. وی گوینده اصلی اخبار یک شبکه تلویزیونی مستقل به عنوان دوشد است.
دربارهٔ وابستگی وی به ولادیمیر پوتین گمانه‌زنی وجود دارد، در ۷ سپتامبر ۲۰۱۲ ام‌تی‌وی روسیه یک شوی گفتگو با عنوان گُس‌دپ (به معنی اداره یا ساختمان دولت) را با کسینا سابچاک پخش کرد. شو با هدف پوشش مسائل داغ اجتماعی و سیاسی بود. در قسمت اول با عنوان «پوتین ما را به کجا رهبری می‌کند؟» به‌طور ویژه با رهبر جناح چپ روسیه سرگئی اودایلتسف، عضو جنبش سولیدارنوست (انسجام) ایلیا یاشین، و فعال سیاسی-اجتماعی یوگنیا چریکووا مصاحبه کرد. اگرچه برنامه بعد از قسمت اول بلافاصله قطع شد اما قسمت دوم اینطور عنوان شد که به مصاحبه ویژه با وبلاگ‌نویس ضدفساد آلکسی ناوالنی بپردازد. مسئولین MTV تصمیم‌شان برای قطع برنامه را به کنسل شدن شو به دلیل عدم علاقه مخاطبان شبکه به مسائل سیاسی عنوان کردند.
به دلیل اینکه وی دختر رفیق نزدیک به ولادیمیر پوتین و شخص الهام‌بخش به وی به عنوان استاد و مرشد بوده‌است تحلیلگران اینطور مطرح می‌کنند که وی از طرف کرملین و پوتین حمایت می‌شود. وی برای انتشار یک عکس برهنه از خودش در فضای مجازی در زمان بارداری نیز شهرت یافت.